# Hounslow
Hounslow – dzielnica Londynu, w Wielkim Londynie, leżąca w gminie Hounslow. Leży 19,3 km na zachód od centrum Londynu.